# Журавлёв, Борис Борисович
Борис Борисович Журавлёв (23 января 1979, Отрадный, Ростовская область — 8 марта 2022, Мариуполь, Донецкая область) — российский военнослужащий отряда специального назначения Российской Федерации, гвардии старшина, заместитель командира разведывательной группы 22-й отдельной гвардейской бригады специального назначения. Герой России (2022).

## Биография
Родился 23 января 1979 года в посёлке Отрадный Багаевского района Ростовской области в многодетной семье. В детстве увлекался занятиями боксом. Учился в Отрадненской средней школе и среднем профессиональном техническом училище в городе Тольятти Самарской области.
После окончания обучение в училище был призван на срочную военную службу. В 1999 году перешёл на службу по контракту. Служил в 22-й отдельной гвардейской бригады специального назначения, которая дислоцировалась в посёлке Степной Аксайского района Ростовской области. Принимал участие во Второй чеченской войне, аннексии Крыма и гражданской войне в Сирии. Прошёл путь до заместителя командира разведывательной группы.
С 24 февраля 2022 года принимал участие во вторжении России на Украину. 8 марта 2022 года погиб при выполнении заданий разведывательной группы в Мариуполе.
Похоронен в посёлке Отрадный Ростовской области.

## Награды
Закрытым указом президента России за «мужество и героизм, проявленные при исполнении воинского долга», Журавлёву было посмертно присвоено звание Герой России.

## Семья
Был женат, после смерти родилась дочь София.

## Память
- В посёлке Отрадный Ростовской области на здании школы установлен памятный знак.